# Musée Tinkertown
 (mai 2025).
 (mai 2025).
La mise en forme du texte ne suit pas les recommandations de Wikipédia : il faut le « wikifier ».
Les points d'amélioration suivants sont les cas les plus fréquents. Le détail des points à revoir est peut-être précisé sur la page de discussion.
- Les titres sont pré-formatés par le logiciel. Ils ne sont ni en capitales, ni en gras.
- Le texte ne doit pas être écrit en capitales (les noms de famille non plus), ni en gras, ni en italique, ni en « petit »…
- Le gras n'est utilisé que pour surligner le titre de l'article dans l'introduction, une seule fois.
- L'italique est rarement utilisé : mots en langue étrangère, titres d'œuvres, noms de bateaux, etc.
- Les citations ne sont pas en italique mais en corps de texte normal. Elles sont entourées par des guillemets français : « et ».
- Les listes à puces sont à éviter, des paragraphes rédigés étant largement préférés. Les tableaux sont à réserver à la présentation de données structurées (résultats, etc.).
- Les appels de note de bas de page (petits chiffres en exposant, introduits par l'outil «  Source ») sont à placer entre la fin de phrase et le point final[comme ça].
- Les liens internes (vers d'autres articles de Wikipédia) sont à choisir avec parcimonie. Créez des liens vers des articles approfondissant le sujet. Les termes génériques sans rapport avec le sujet sont à éviter, ainsi que les répétitions de liens vers un même terme.
- Les liens externes sont à placer uniquement dans une section « Liens externes », à la fin de l'article. Ces liens sont à choisir avec parcimonie suivant les règles définies. Si un lien sert de source à l'article, son insertion dans le texte est à faire par les notes de bas de page.
- La présentation des références doit suivre les conventions bibliographiques. Il est recommandé d'utiliser les modèles {{Ouvrage}}, {{Chapitre}}, {{Article}}, {{Lien web}} et/ou {{Bibliographie}}. Le mode d'édition visuel peut mettre en forme automatiquement les références.
- Insérer une infobox (cadre d'informations à droite) n'est pas obligatoire pour parachever la mise en page.

Pour une aide détaillée, merci de consulter Aide:Wikification.
Si vous pensez que ces points ont été résolus, vous pouvez retirer ce bandeau et améliorer la mise en forme d'un autre article.
Le Tinkertown Museum est un musée d'art populaire situé à Sandia Park, au Nouveau-Mexique. Le musée a été fondé par l'artiste Ross Ward et présente une ville miniature du Far West sculptée à la main par Ward, ainsi qu'un cirque sculpté à la main, une collection de plus de 280 décorations de gâteaux de mariage, des outils ainsi que d'autres curiosités, la Jeep de Ward décorée de capsules de bouteilles et de pièces de un cent, et un voilier d'un mètre, le Theodora R, qui a fait le tour du monde de 1981 à 1991, piloté par Fritz Damler,. Le musée a été décrit comme les « reflets confus d'un esprit follement créatif » et un « pays des merveilles américain de bizarreries » .

## Histoire

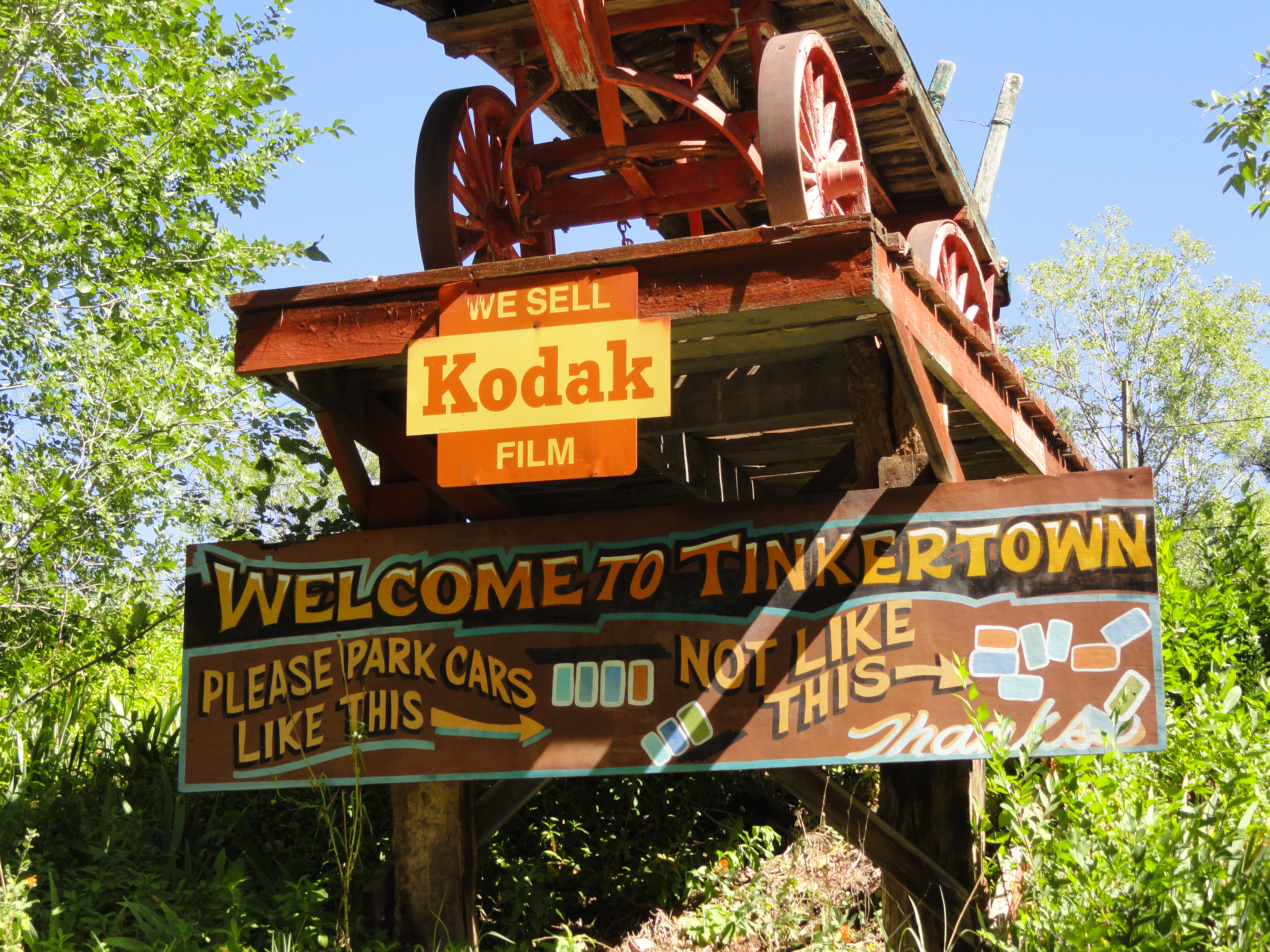
Enseigne du musée Tinkertown

Ross Ward est né à Aberdeen, dans le Dakota du Sud, en 1940. Il commence sa carrière à l'âge de 12 ans en tant qu'artiste autodidacte en décorant les vitrines des magasins d'Aberdeen. Il devient ensuite peintre au Horseless Carriage Museum de Rapid City, dans le Dakota du Sud. Il voyage, peignant des enseignes de cirque, de restaurants et des carrousels. Il s'installe au Nouveau-Mexique en 1968 et se consacre à l'art de la sculpture sur bois. Il expose initialement ses sculptures à la foire de l'État du Nouveau-Mexique et commence à construire Tinkertown en 1981.
Ward a commencé à sculpter les figurines aujourd'hui exposées au musée en 1962. C'était à l'origine un passe-temps qu'il exposait parfois dans les foires et les carnavals. Ward ouvre le musée Tinkertown en 1983. Ward a construit lui-même une grande partie du bâtiment qui abrite le musée à partir de plus de 50 000 bouteilles en verre scellées dans du béton. Le musée abrite plusieurs machines à sous, dont Esmeralda la diseuse de bonne aventure et Otto l'homme-orchestre.

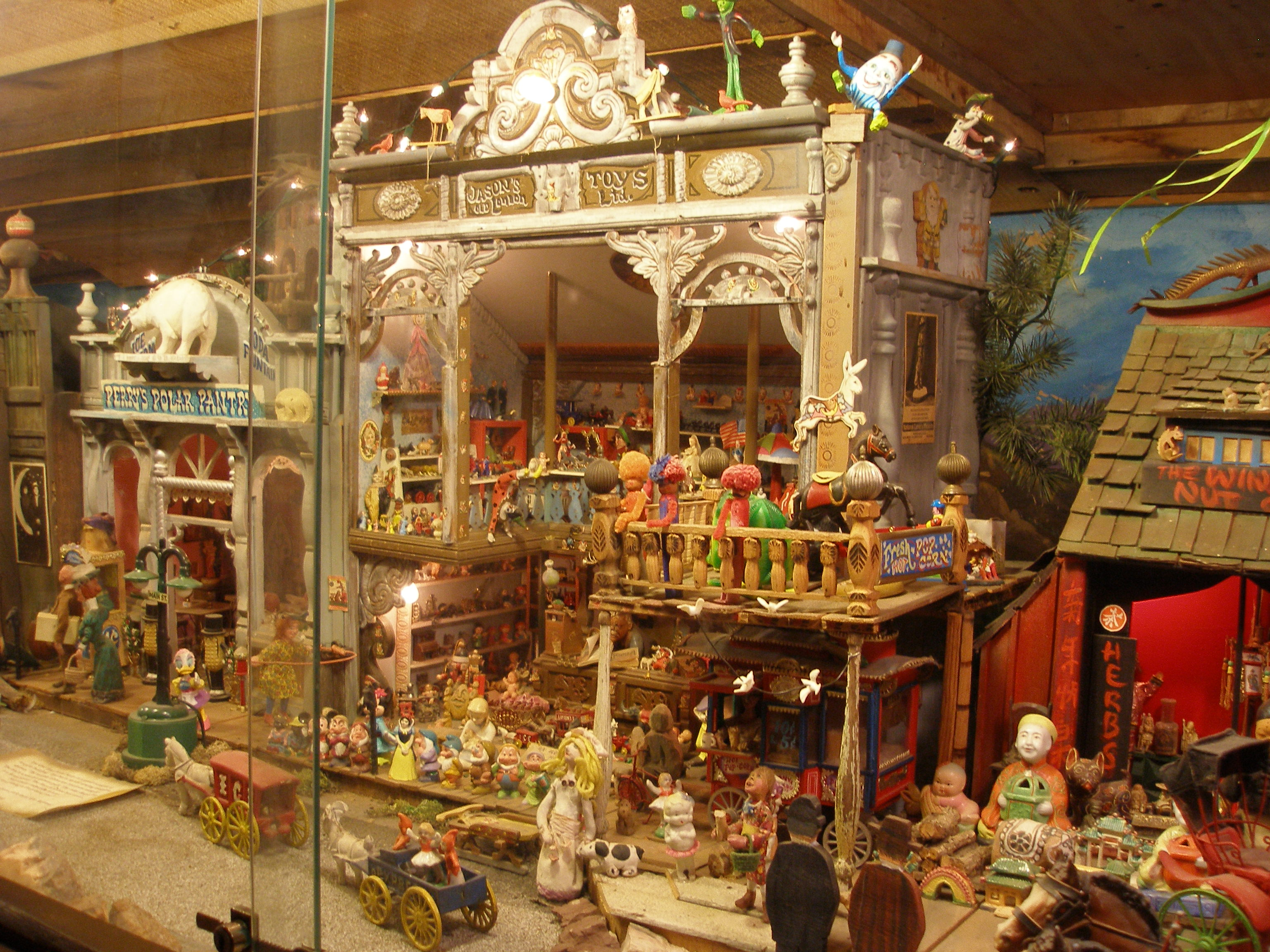
Magasin de jouets miniature sculpté par Ward

La devise de Ward, exposée dans son musée, était : « J'ai fait tout ça pendant que vous regardiez la télévision. »
Ward est diagnostiqué de la maladie d'Alzheimer en février 1998 à l'âge de 57 ans. Il commence alors à transformer sa Jeep Cherokee en une œuvre d'art recouverte de pièces de monnaie et de capsules de bouteilles lorsqu'il devient trop dangereux pour lui de conduire. La Jeep est désormais exposée au musée. 
Il décède de la maladie d'Alzheimer à l'âge de 62 ans, après avoir passé les 14 derniers mois de sa vie dans une maison de retraite. 
Ward était également peintre et sculpteur, et ses œuvres sont exposées à Tinkertown, ainsi qu'ailleurs[réf. nécessaire]. Son atelier est reconstitué au musée. Jusqu'en 2020, plus de 700 000 personnes ont visité Tinkertown.